# Самнер (округ, Теннессі)
Шаблон:StateAbbr_ 36°28′ пн. ш. 86°28′ зх. д. / 36.47° пн. ш. 86.46° зх. д.
Округ  Самнер (англ. Sumner County) — округ (графство) у штаті  Теннессі, США. Ідентифікатор округу 47165.

## Історія
Округ утворений 1786 року.

## Демографія
За даними перепису 2000 року загальне населення округу становило 130449 осіб, зокрема міського населення було 90262, а сільського — 40187. Серед мешканців округу чоловіків було 63876, а жінок — 66573. В окрузі було 48941 домогосподарство, 37054 родин, які мешкали в 51657 будинках. Середній розмір родини становив 3,04.
Віковий розподіл населення поданий у таблиці:
| Стать    | До 15 років | 15-21 | 22-29 | 30-39 | 40-49 | 50-65 | 65-85 | Понад 85 |
| -------- | ----------- | ----- | ----- | ----- | ----- | ----- | ----- | -------- |
| Чоловіки | 14506       | 6517  | 6278  | 10054 | 10233 | 10623 | 5243  | 422      |
| Жінки    | 13613       | 5980  | 6348  | 10645 | 10702 | 11034 | 7042  | 1209     |

## Суміжні округи
- Аллен, Кентуккі — північний схід
- Мейкон — схід
- Трусдейл — південний схід
- Вілсон — південь
- Девідсон — південний захід
- Робертсон — захід
- Сімпсон, Кентуккі — північний захід

## Виноски
1. ↑  U.S. Decennial Census. United States Census Bureau. Архів оригіналу за 19 липня 2018. Процитовано 14 квітня 2015.
2. ↑  Historical Census Browser. University of Virginia Library. Архів оригіналу за 11 серпня 2012. Процитовано 14 квітня 2015.
3. ↑  Forstall, Richard L., ред. (27 березня 1995). Population of Counties by Decennial Census: 1900 to 1990. United States Census Bureau. Архів оригіналу за 21 лютого 2015. Процитовано 14 квітня 2015.
4. ↑  Census 2000 PHC-T-4. Ranking Tables for Counties: 1990 and 2000 (PDF). United States Census Bureau. 2 квітня 2001. Архів оригіналу (PDF) за 18 грудня 2014. Процитовано 14 квітня 2015.
5. ↑  State & County QuickFacts. United States Census Bureau. Архів оригіналу за 20 липня 2011. Процитовано 7 грудня 2013. [Архівовано 2011-06-07 у Wayback Machine.](англ.) Наведено за англійською вікіпедією.
6. ↑  American FactFinder. Бюро перепису населення США. Архів оригіналу за 26 лютого 2012. Процитовано 31 січня 2008. [Архівовано 2008-05-21 у Wayback Machine.]

| США | Це незавершена стаття з географії США. Ви можете допомогти проєкту, виправивши або дописавши її. |